# Gabrielle-Charlotte Patin
Pour les articles homonymes, voir Patin.
Gabrielle-Charlotte Patin est une numismate française née en 1665 à Paris et morte en 1751.

## Biographie
Petite-fille du médecin et épistolier Guy Patin, elle est la fille aînée du médecin et numismate Charles Patin et de la moraliste Madeleine Patin, et la sœur de la femme de lettres et critique d'art Charlotte-Catherine Patin. Comme sa sœur, Gabrielle-Charlotte est élevée à l'abbaye Port-Royal-des-Champs jusqu'au printemps 1679. Elles sont conduites à l'automne 1679 de Paris à Lyon puis de Lyon à Turin. Jacob Spon, qui les mena à travers les Alpes jusqu'en Italie, les confia alors à leur père Charles Patin.

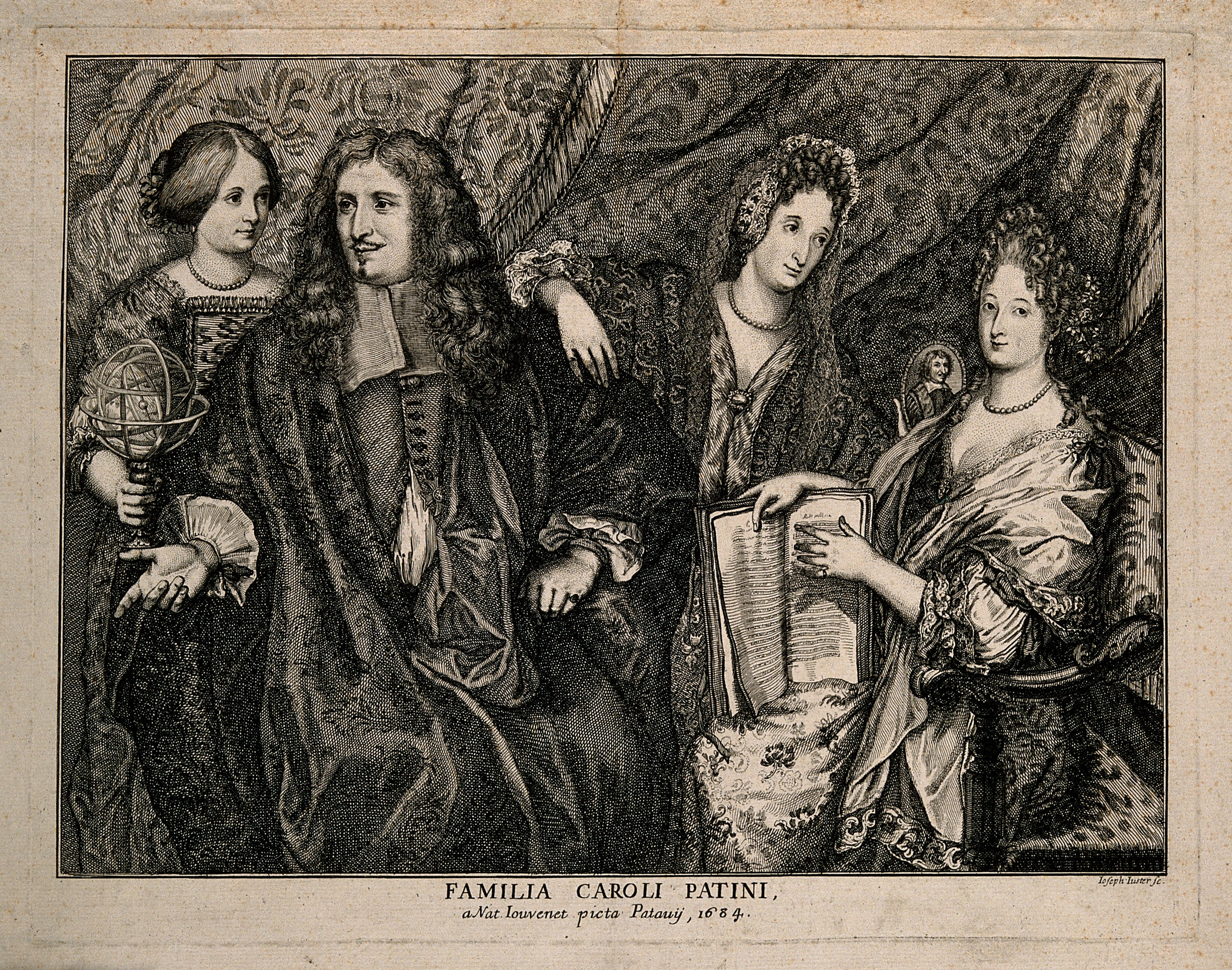
La Famille de Charles Patin, gravure d'après l'original (1684) de Noël Jouvenet († 1698). Charles Patin et son épouse Madeleine, née Hommetz, avec leurs filles Charlotte-Catherine (à gauche) et Gabrielle-Charlotte.

Gabrielle-Charlotte Patin publia à Padoue : De Phœnice in numismate imperatoris Caracallæ expressa epistola (Venise, 1683, in-4°).
En 1692, elle épousa à Padoue le comte Luigi Santapaulina, un moniteur équestre de l'Accademia Delia. À la mort de son père Charles Patin, elle accueillit sa mère et sa sœur à son domicile. Son époux décédé, elle resta à Padoue avec sa mère, alors que sa sœur se faisait religieuse. Elle se remaria avec un certain  Francesco Rosa en 1726. Elle mourut à l'âge de 86 ans en 1751.
Gabrielle-Charlotte Patin fut admise en 1679, sous le nom de « Diserte », à l’académie des Ricovrati, où elle prononça en 1685 le panégyrique de Louis XIV.